# Vienna Konservatorium

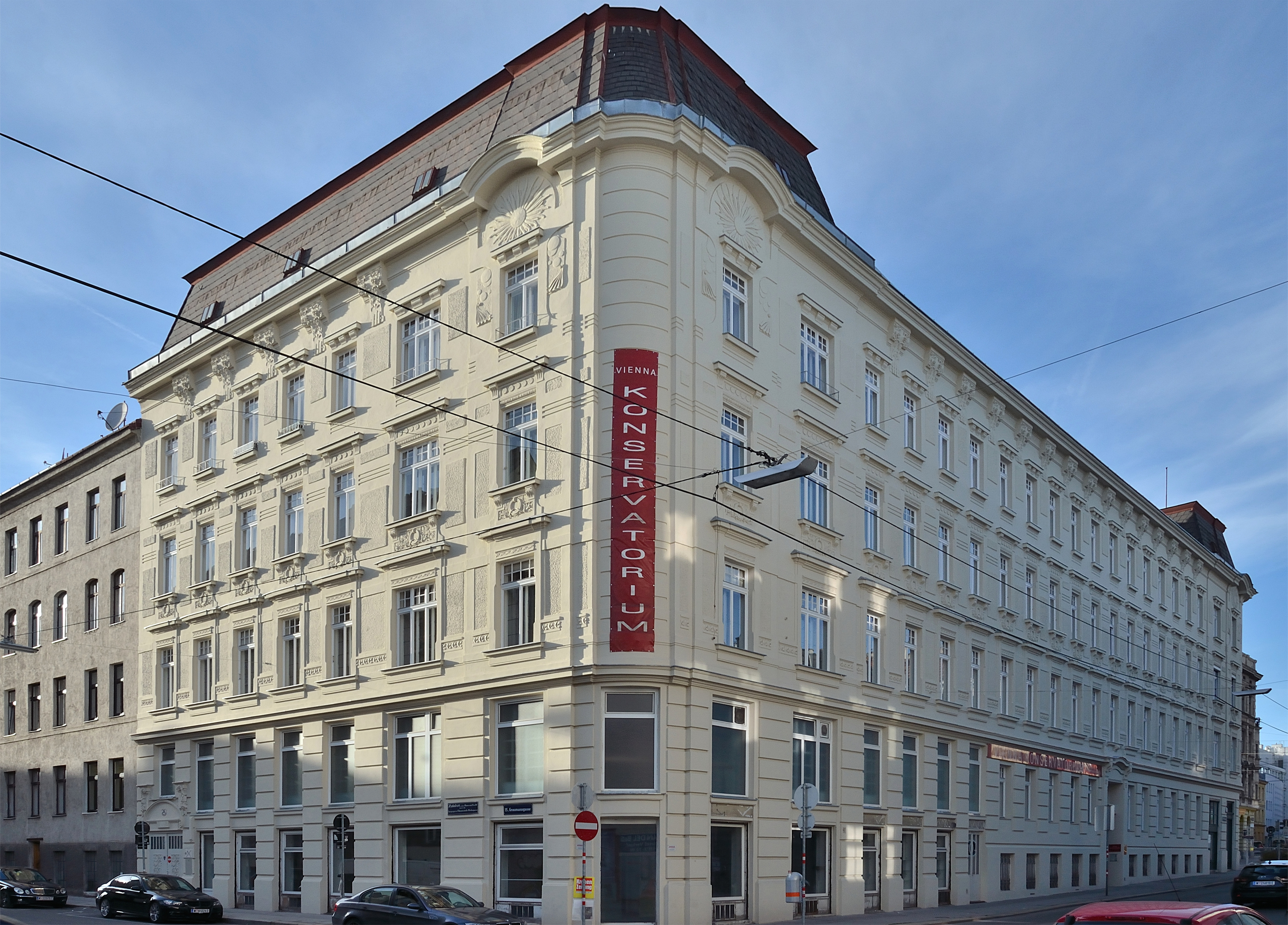
Gebäude im 15. Bezirk

Das Vienna Konservatorium in Wien wurde 1979 als Musikschule gegründet. Es erhielt 1993 als Konservatorium vom österreichischen Bundesministerium für Unterricht und Kunst das Öffentlichkeitsrecht, das 2018 entzogen wurde.
Das Konservatorium befand sich im 15. Wiener Gemeindebezirk Rudolfsheim Fünfhaus. Ausgestattet mit 18 Unterrichtsräumen, einer Probebühne, zwei Vorlesungssälen, einem Vortragssaal, zwei Tanzsälen und zwei Tonstudios, bot das Konservatorium in sieben Abteilungen künstlerische und pädagogische Studienrichtungen in den Bereichen Instrumentalmusik, Vokalmusik und Musical an. Tanz und Schauspiel wurden als Privatstudienrichtungen geführt. 
2011 wurde das Konservatorium um einen zusätzlichen Standort an der Mariahilfer Straße im 6. Wiener Gemeindebezirk erweitert. Den Studierenden standen hier weitere 18 Unterrichtsräume, vier Ensembleräume, vier Studioräume, ein Ballettsaal, eine Studiobühne und das „Theater im ersten Stock“ zur Verfügung. Das Studienangebot wurde 2012 mit der Abteilung 8 - Popmusik erweitert.
Gemäß dem Universitätsstudiengesetz von 2002 wurden die in Abschnitte und Semester gegliederten Studienrichtungen wie an Universitäten als 4- und 6-jährige Hauptstudiengänge geführt. Mit dem Studienjahr 2005/2006 wurde das European Credit Transfer System (ECTS) eingeführt, und ab 2008 war das Konservatorium Mitglied der Association Européenne des Conservatoires, Académies de Musique et Musikhochschulen (AEC).
2013 gerieten die zwei vom Ehepaar Josef und Eva Maria Schmid geleiteten Institute – das Prayner Konservatorium und das Vienna Konservatorium aufgrund massiver Kritik  in das Visier der Schulbehörden. Beide Schulen hätten gegen die eigenen Statuten verstoßen und etwa die Lehrpläne nicht eingehalten. Außerdem wurde den Instituten Schlepperei durch Erschleichung von Studentenvisa vorgeworfen. Beide Konservatorien hätten ihr Geschäftsmodell auf ausländische Studierende ausgerichtet und dabei den Ruf Wiens als »Weltstadt der klassischen Musik« ausgenutzt. Am Vienna-Konservatorium wurde in einem Prüfverfahren 2017 festgestellt, »dass in allen Studienrichtungen, mit Ausnahme der Studienrichtung Musical, das Ausmaß der Semesterwochenstunden vehement unterschritten wird«. Im Dezember 2017 entzog das Bildungsministerium nach vierjähriger Prüfung dem Vienna-Konservatorium das Öffentlichkeitsrecht.
Im Sommer 2020 wurde das Konservatorium auf Grund der Insolvenz von Josef Schmid geschlossen, es werden keine Studien mehr angeboten und der Standort wurde geschlossen.